# Kazimierz Ajdukiewicz

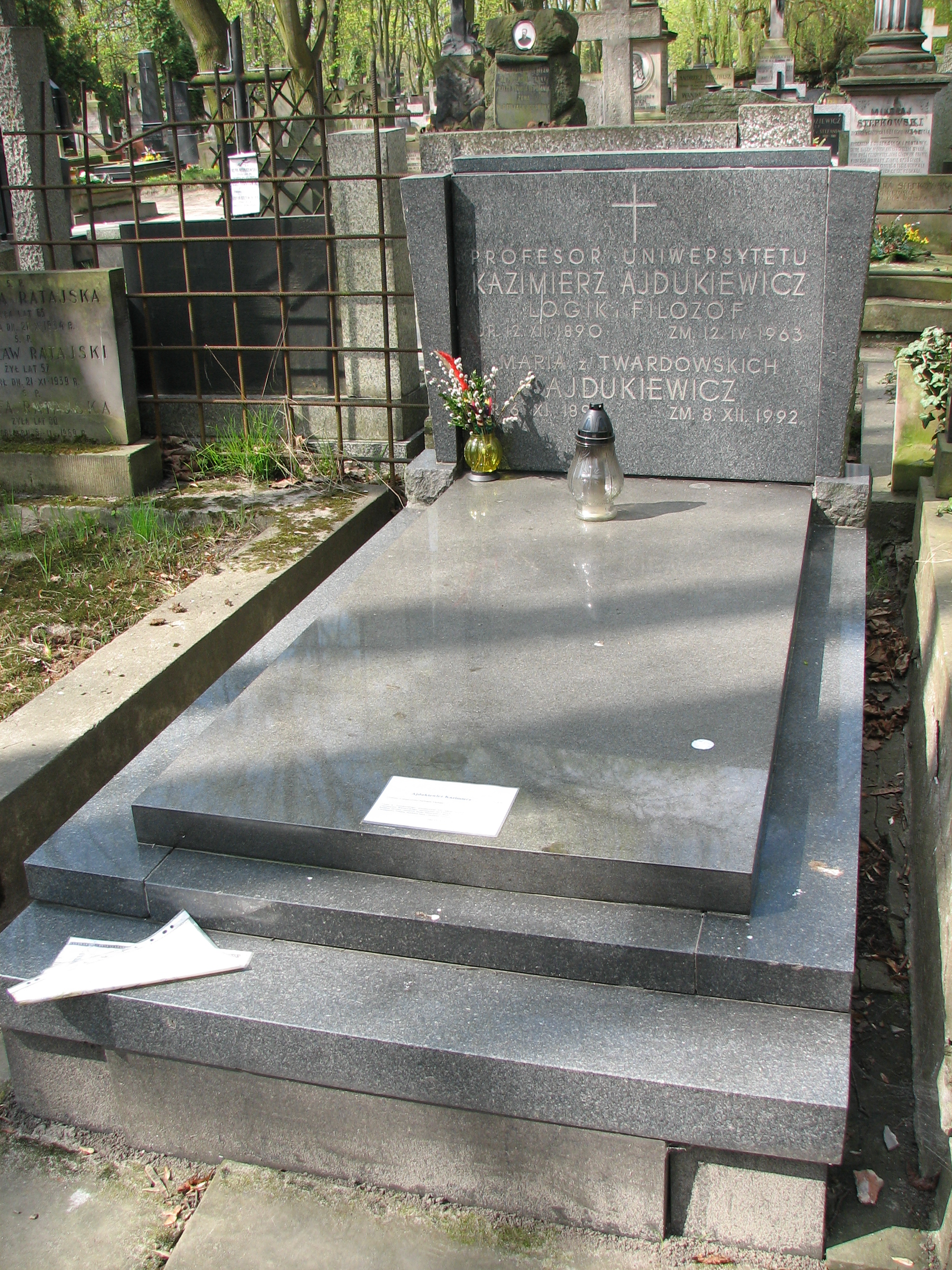
Grób Kazimierza i Marii Ajdukiewiczów na warszawskich Starych Powązkach

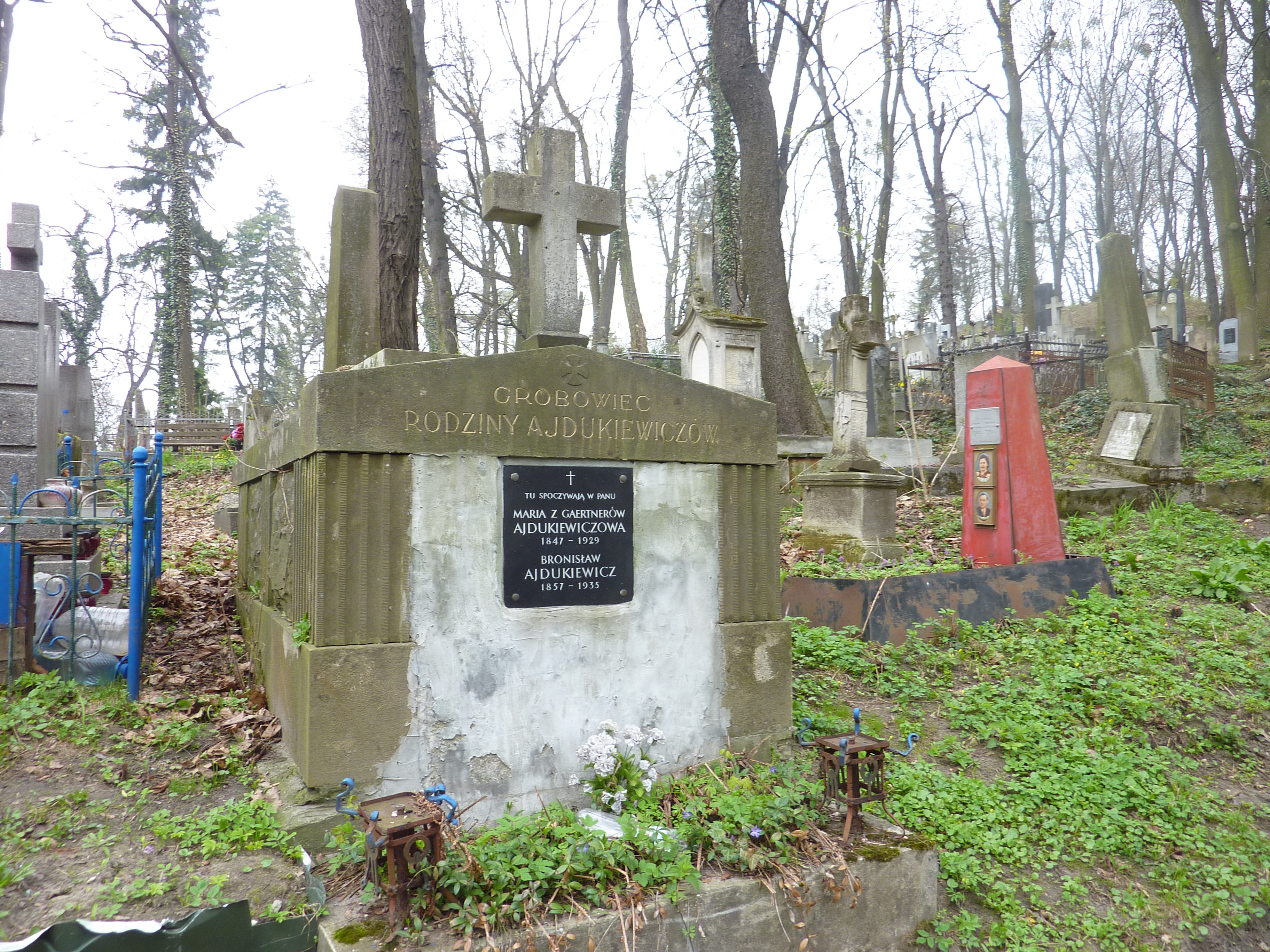
Grobowiec rodziny Ajdukiewiczów na cmentarzu Łyczakowskim we Lwowie

Kazimierz Ajdukiewicz (ur. 12 grudnia 1890 w Tarnopolu, zm. 12 kwietnia 1963 w Warszawie) – polski filozof i logik, reprezentant szkoły lwowsko-warszawskiej, profesor Uniwersytetu Jana Kazimierza, Uniwersytetu im. Adama Mickiewicza i Uniwersytetu Warszawskiego, członek rzeczywisty Polskiej Akademii Nauk, członek Polskiej Akademii Umiejętności.

## Życiorys
Kazimierz Ajdukiewicz urodził się w Tarnopolu 12 grudnia 1890, w rodzinie urzędniczej – jego ojcem był wysoki urzędnik państwowy Bronisław Ajdukiewicz, matką pochodząca z Wiednia Magdalena z domu Gärtner. 

### Edukacja
Do szkoły powszechnej uczęszczał w Krakowie, następnie rodzina przeniosła się do Lwowa. W 1908 ukończył z odznaczeniem VIII klasę i zdał egzamin dojrzałości w C. K. Gimnazjum im. Franciszka Józefa we Lwowie (w jego klasie byli m.in. Wasyl Bławacki, Adam Szediwy).
W tym samym roku podjął studia na Wydziale Filozoficznym Uniwersytetu Lwowskiego pod kierunkiem Kazimierza Twardowskiego. Poza filozofią studiował także fizykę i matematykę, słuchał wykładów Wacława Sierpińskiego z matematyki i Mariana Smoluchowskiego z fizyki. Jego nauczycielami byli także Jan Łukasiewicz i Władysław Witwicki.
Lwów był w latach studiów Ajdukiewicza głównym ośrodkiem nowej filozofii polskiej, ściśle związanej z badaniami logicznymi, dążącej do klarowności i precyzji myślenia. Wokół Kazimierza Twardowskiego wykształciło się środowisko intelektualne, zwane później szkołą lwowsko-warszawską, w którego atmosferze Ajdukiewicz dojrzewał intelektualnie.
W 1912 uzyskał stopień doktora filozofii na podstawie rozprawy O stosunku aprioryzmu przestrzeni u Kanta do kwestii genezy wyobrażenia przestrzeni, napisanej pod kierunkiem Kazimierza Twardowskiego.  
W 1913 zdał egzamin państwowy na nauczyciela matematyki w szkole średniej. Odczuwał jednak potrzebę pogłębienia wykształcenia filozoficznego, podjął więc dalsze studia na Uniwersytecie w Getyndze. Tam w latach 1913–1914 słuchał wykładów z filozofii Edmunda Husserla i Leonarda Nelsona oraz Davida Hilberta z matematyki i logiki.  
Poglądy Hilberta na naturę matematyki wywarły znaczny wpływ na rozwój poglądów filozoficznych Ajdukiewicza, który fascynował się jego formalizmem matematycznym. Widoczne jest to zwłaszcza w jego pracy habilitacyjnej. 

### Pierwsza wojna światowa
Z chwilą wybuchu I wojny światowej został powołany do cesarskiej i królewskiej Armii. W 1915 jako oficer brał udział w walkach na froncie austriacko-włoskim. Został odznaczony Srebrnym Medalem Waleczności za uratowanie żołnierzy ze schronu wypełnionego gazem bojowym. 
Na stopień podporucznika rezerwy został mianowany ze starszeństwem z 1 stycznia 1916 w korpusie oficerów artylerii polowej i fortecznej. Jego oddziałem macierzystym był Batalion Artylerii Fortecznej Nr 6. 
W czasie urlopu od służby w 1918 roku zdał egzamin nauczycielski dla kandydatów na nauczycieli szkół średnich, uzyskując kwalifikację do nauczania filozofii, matematyki i fizyki w szkołach średnich. 
W październiku tego samego roku objął w Krakowie w imieniu Wojska Polskiego dowództwo baterii, a następnie pociągu pancernego. W walkach w okolicach Lwowa uczestniczył do września 1919.

### Praca nauczycielska i małżeństwo
Od 1919 do 1925 (z przerwami na służbę wojskową) uczył w macierzystym III Państwowym Gimnazjum im. Króla Stefana Batorego we Lwowie. W czasie pracy w szkole prowadził badania naukowe, których wyniki znalazły miejsce w jego pracy habilitacyjnej. 
W 1920 poślubił Marię, córkę Kazimierza Twardowskiego, która była z wykształcenia filologiem klasycznym – miał z nią dwoje dzieci, syna i córkę. 

### Wojna polsko-bolszewicka i dalsza kariera wojskowa
Od lipca do listopada 1920 brał jako ochotnik udział w wojnie polsko-bolszewickiej. 9 września 1920 został zatwierdzony z dniem 1 kwietnia 1920 w stopniu kapitana, w artylerii, w grupie oficerów byłej armii austro-węgierskiej.
W 1922 posiadał przydział w rezerwie do 12 Pułku Artylerii Polowej w Złoczowie, a później do 27 Pułku Artylerii Polowej we Włodzimierzu. 8 stycznia 1924 został zatwierdzony w stopniu kapitana ze starszeństwem z 1 czerwca 1919 i 240. lokatą w korpusie oficerów artylerii. W 1934, jako oficer pospolitego ruszenia pozostawał w ewidencji Powiatowej Komendy Uzupełnień Lwów Miasto. Posiadał przydział do Oficerskiej Kadry Okręgowej Nr VI. Był wówczas „reklamowany na 12 miesięcy”.
Ajdukiewicz do końca życia był dumny ze swoich osiągnięć wojskowych i nawiązywał do nich w prywatnych rozmowach. Mawiał, że „powinien być raczej generałem niż profesorem uniwersytetu”.

### Praca dydaktyczno-naukowa we Lwowie
W maju 1921 habilitował się na Wydziale Filozoficznym Uniwersytetu Warszawskiego na podstawie rozprawy Z metodologii nauk dedukcyjnych, napisanej pod kierunkiem Kazimierza Twardowskiego.
W latach 1922 został docentem na Uniwersytecie Jana Kazimierza we Lwowie, gdzie do 1925 prowadził prywatne wykłady. Wykładał również w prywatnych Wyższych Kursach Ziemiańskich.
Nauczał przedmiotów pedagogicznych w Seminarium Pedagogicznym we Lwowie. W 1923 uczestniczył w Pierwszym Zjeździe Filozofii Polskiej we Lwowie. W tymże roku wydał podręcznik Główne kierunki filozofii w wyjątkach z dzieł ich klasycznych przedstawicieli (Teoria poznania – logika – metafizyka).

### Profesura nadzwyczajna i wyjazd do Warszawy
Pod koniec 1925 (lub w 1926) został mianowany profesorem nadzwyczajnym Uniwersytetu Warszawskiego, w 1926 rozpoczął prowadzenie tam zajęć.
Został wybrany do zarządu Warszawskiego Instytutu Filozoficznego, a po jego przekształceniu w 1926 w Warszawskie Towarzystwo Filozoficzne powierzono mu funkcję zastępcy przewodniczącego.

### Powrót do Lwowa, profesura i druga wojna światowa
W początkach 1928 powrócił do Lwowa, gdzie został powołany na Uniwersytecie Lwowskim na stanowisko profesora nadzwyczajnego i objął w nim ponownie obowiązki akademickie. W 1934 został profesorem zwyczajnym.
W latach 1938–1939 był przewodniczącym Polskiego Towarzystwa Filozoficznego we Lwowie. (Po wojnie zaś przewodniczącym wpierw poznańskiego, następnie warszawskiego oddziału tego towarzystwa).
W czasie II wojny światowej przebywał we Lwowie. Po wkroczeniu wojsk radzieckich Uniwersytet Jana Kazimierza przestał istnieć, a na jego miejsce powołano istniejący do dzisiaj ukraiński Uniwersytet Lwowski im. Iwana Franki. W latach 1940–1941 Ajdukiewicz wykładał psychologię w Lwowskim Państwowym Instytucie Medycznym. 
W czasie okupacji niemieckiej pracował jako księgowy w Rzeźni Miejskiej, prowadząc jednocześnie tajne nauczanie dla polskiej młodzieży. W latach 1944–1945 wykładał fizykę na Uniwersytecie Iwana Franki. 
Wkrótce po wojnie znalazł się przejściowo na Uniwersytecie Jagiellońskim. W 1945 objął Katedrę Teorii i Metodologii Nauk (później przemianowaną na Katedrę Logiki) w Uniwersytecie im. Adama Mickiewicza. W latach 1948–1952 był rektorem tego uniwersytetu.

### Powrót do Warszawy
W 1954 przeniósł się do Warszawy, gdzie od 1955 wykładał logikę, a w latach 1957–1961 był kierownikiem Katedry Logiki II Wydziału Filozoficznego Uniwersytetu Warszawskiego. Współganizował także Zakład Logiki Instytutu Filozofii i Socjologii PAN.
Jego wpływ dla polskiej nauki był najbardziej widoczny w okresie powojennym, ponieważ wielu przedstawicieli szkoły lwowsko-warszawskiej zginęło lub emigrowało, a pozostali w kraju ograniczyli się do uprawiania wąsko pojmowanej logiki. Ajdukiewicz wraz z Tadeuszem Kotarbińskim byli jednymi z głównych badaczy semiotyki i metodologii nauk oraz wykorzystania logiki dla badań filozoficznych.
Interesowała go współpraca interdyscyplinarna. Na seminaria i konferencje, które organizował, zapraszał przedstawicieli nauk specjalistycznych, m.in. fizyki, biologii, socjologii, lingwistyki. Starał się zapewnić warunki, aby w kierowanych przez niego placówkach nawet w czasach stalinowskich, pracownicy mieli względną swobodę działania.
Na emeryturę przeszedł w 1961. Dwa lata później, 12 kwietnia 1963, zmarł nagle na serce. Pogrzeb odbył się w Warszawie. Ciało Kazimierza Ajdukiewicza spoczywa na warszawskim cmentarzu Stare Powązki w kwaterze 73-1-25 wraz z ciałem jego żony Marii, która zmarła w roku 1992.
Materiały archiwalne Kazimierza Ajdukiewicza znajdują się w PAN Archiwum w Warszawie pod sygnaturą III-141.

## Poglądy filozoficzne i zainteresowania naukowe

### Szkoła lwowsko-warszawska
Ajdukiewicz dzielił wiele wspólnych poglądów z innymi przedstawicielami filozoficznej szkoły lwowsko-warszawskiej. Przez wszystkie okresy rozwoju jego myśli bliski był mu racjonalizm (lub nawet bardziej antyirracjonalizm) i empiryzm, przy czym początkowo bliski był mu pozytywizm, od którego oddalał się od połowy lat 30.
Szkoła wpisywała się w nurt filozofii analitycznej, w ramach której członkowie  traktowali filozofię jako działalność naukową i narzędzie służące do precyzyjnego myślenia, które pozwala zająć się problemami nauk szczegółowych. Według członków szkoły, filozofia nie powinna służyć do fantazjowania. Celem badań filozoficznych ma być klarowny język i precyzja myślenia.
Do ważnych aspektów myśli filozoficznej Ajdukiewicza wpisujących się w poglądy szkoły należy jego polemika z różnymi postaciami idealizmu, opierająca się zwłaszcza na analizie tradycyjnej problematyki filozoficznej za pomocą metody parafraz, czyli formalizacji danego problemu filozoficznego przy użyciu terminów semantycznych.
Do poglądów zgodnych z resztą szkoły należały również: antypsychologizm, przekonanie o bezwzględności prawdy i dobra oraz realizm epistemologiczny.

### Poznawcza rola języka
Do głównych zainteresowań naukowych Ajdukiewicza należały semiotyka, filozofia języka, epistemologia i ogólna metodologia nauk. Interesowały go zagadnienia związane z rzeczywistością i przedmiotowością świata oraz możliwością ich poznania.
Rolę języka w myśli Ajdukiewicza jest znacząca. Pod wpływem formalizmu Hilberta poznanego w Getyndze, Ajdukiewicz ugruntował w sobie przekonanie, że poznanie (a zwłaszcza ścisłe poznanie w sensie naukowym) zawsze wyraża się w jakimś języku.
W związku z tym skierował swoje badania na wpływ języka na kształt poznania naukowego. Ustalenie czy język jest tylko narzędziem do zachowywania i wymiany myśli między badaczami czy sam wpływa na kształt poznania naukowego jest głównym motywem twórczości Ajdukiewicza.
Na kluczowe znaczenie problematyki jezyka w filozofii Ajdukiewicza wskazuje również tytuł Język i poznanie, jaki przyjął w czasie publikacji wyboru swoich pism z lat 1920-1939.

### Radykalny konwencjonalizm
Stanowiskiem, którego nie podzielała reszta szkoły lwowsko-warszawskiej była fascynacja Ajdukiewicza konwencjonalizmem francuskim (głoszonym m.in. przez Henriego Poincarégo). Według konwencjonalizmu aksjomaty nauk dedukcyjnych i teorie nauk empirycznych mają charakter konwencji, leżących u podstaw interpretacji doświadczenia:
Poincaré głosi, że istnieją problemy, których nie można rozwiązać przez odwołanie się do doświadczenia, dopóki nie wprowadzi się pewnej konwencji, gdyż dopiero konwencja ta łącznie z danymi doświadczenia pozwala problem rozwiązać. K. Ajdukiewicz „Obraz świata i aparatura pojęciowa”,  §1. Cel badań 
Najbardziej znanym poglądem filozoficznym Ajdukiewicza, który sformułował w latach 30. było rozwinięcie tej idei, czyli skrajny konwencjonalizm. Ajdukiewicz postuluje, że prawdziwość sądów jest nie tylko wynikiem zgody, ale wynika z samej natury języka, a wybór innej aparatury pojęciowej może spowodować, że takie same doświadczenia będą rozsądzone inaczej: 
Dane doświadczenia zmuszają nas do uznania pewnych sądów, gdy stajemy na gruncie danej aparatury pojęciowej, jeśli jednak zmienimy tę aparaturę pojęciową, możemy mimo obecności tych samych danych doświadczenia powstrzymać się od uznania tych sądów. K. Ajdukiewicz „Obraz świata i aparatura pojęciowa”,  §3. Skrajny konwencjonalizm 
Konwencjonalny charakter mają w języku nie tylko postulaty znaczeniowe, takie jak z góry przyjęte definicje terminów, ale też reguły logiczne i dyrektywy empiryczne, czyli reguły uznawania zdań empirycznych. W konsekwencji nasz obraz świata zależny jest od doboru aparatury pojęciowej i wraz z jej zmianą może sam ulegać przemianie. W późniejszych latach Ajdukiewicz, przede wszystkim pod wpływem Alfreda Tarskiego, odrzucił radykalny konwencjonalizm stając się zwolennikiem radykalnego empiryzmu.

### Dyrektywalna koncepcja znaczenia
Aby móc prowadzić badania w ramach radykalnego konwencjonalizmu i udowodnić, że istnieją sądy, których prawdziwość różni się w zależności od wybranego języka, Ajdukiewicz musiał sformalizować pojęcie jednoznaczności oraz ogólniej znaczenia. W tym celu sformułował swoją dyrektywalną koncepcję znaczenia: 
Zaczyna on od zauważenia, że w języku potocznym występują: 
- zdania obowiązujące bezwarunkowo, np. w języku polskim nie da się w dobrej wierze uchylić się od uznania prawdziwości zdania „każdy trójkąt ma trzy boki”, (jeśli przyjmie się standardowe definicje wszystkich słów z języka polskiego użytych w tym zdaniu),
- zdania, od których nie można się uchylić po zaakceptowaniu innych zdań, np. po zaakceptowaniu prawdziwości zdania „Bałtyk jest większy niż Śniardwy” nie można nie zaakceptować zdania „Śniardwy są mniejsze niż Bałtyk”,
- zdania, których prawdziwość wynika z danych doświadczalnych, np. nie można odmówić prawdziwości zdania „Boli mnie”, kiedy odczuwa się ból[27].

Są to zasady odrębne od reguł fonetycznych i gramatycznych, które Ajdukiewicz nazywa „znaczeniowymi dyrektywami jezyka”. W ramach tej koncepcji języki składają się z dyrektyw, z których wynikają znaczenia wyrażeń. Ajdukiewicz zaproponował trzy rodzaje dyrektyw:
- Aksjomatyczne dyrektywy znaczeniowe zakazują uchylania się od bezwarunkowego uznania pewnych zdań (zwanych „aksjomatami”),
- Dedukcyjne dyrektywy znaczeniowe zakazują uchylania się od uznania pewnych zdań wobez uprzedniego uznania innych zdań (zwanych „tezami dedukcyjnymi”),
- Empiryczne dyrektywy znaczeniowe zakazuja uchylania się od uznania pewnych zdań (zwanych „empirycznymi tezami języka”) w obliczu danych doświadczalnych.

Dzięki temu można ustalić które wyrażenia są jednoznaczne. Zakładając, że wypisujemy wszystkie dyrektywy danego języka: aksjomatyczne, dedukcyjne i empiryczne, możemy wskazać wszystkie związki znaczeniowe wyrażeń, tworząc „macierz języka”.
Dwa wyrażenia w takiej macierzy są jednoznaczne wtedy i tylko wtedy, kiedy można wymiennie stosować jedno wyrażenie tak, żeby zaspokoić wszystkie dyrektywy zawierające drugie wyrażenie (np. jeśli równoznaczne są wyrażenia „kura” i „dorosła samica kurczaka”, to każde zdanie w którym występuje jedno wyrażenie, trzeba uznać dokładnie w tych samych okolicznościach, co przy wystąpieniu drugiego wyrażenia w dokładnie tych samych okolicznościach).
Taka definicja jednoznaczności ma prawo działać tylko w ramach wyrażeń w jednym języku, ponieważ języki posiadają odmienne struktury. Żadne dwa słowa, każde w swojej macierzy językowej, nie mogą zajmować tego samego miejsca składniowego, nie mogą więc mieć tego samego znaczenia.
Jedyny przypadek kiedy słowa z różnych jezyków są jednoznaczne występuje wtedy, kiedy oba języki są językami zamkniętymi i formalnymi, zakładającymi dla wszystkich swoich znaczeń takie samo miejsce w strukturze znaczeniowej. W takim przypadku wszystkie wyrażenia obu tych języków mają swoje odpowiedniki, a oba języki są na siebie całkowicie przekładalne.
Jeśli chociaż jedno wyrażenie języka nie jest przekładalne na inne, wtedy oba języki mają inną strukturę, a więc ze względu na różnicę w tej strukturze wszystkie wyrażenia tych języków są na siebie zupełnie nieprzekładalne. W ramach tych zasad istnieją tylko jezyki przekładalne całkowicie lub nieprzekładalne zupełnie i nie mogą istnieć języki przekładalne częściowo.
W ramach tego systemu zbiór wyrażeń zamkniętego i spójnego języka nazywa „aparaturą pojęciową”, a zbiór jego tez „językowym obrazem świata”.

### Radykalny empiryzm i semantyczna koncepcja znaczenia
Z czasem Ajdukiewicz porzucił budowany od lat 30. skrajny konwencjonalizm i zwrócił się w kierunku empiryzmu, a pod koniec życia radykalnego empiryzmu.
Problemem, który zmusił Ajdukiewicza do zmiany swoich przekonań było rozpoczęcie badań nad statusem praw logiki. Pierwotnie miał zająć się jedynie tym problemem, jednak z czasem fascynacja empiryzmem przerodziła się w wieloletnie badania na temat możliwości stworzenia języka, który jest pozbawiony dyrektyw nieempirycznych. Projekt takiego języka pierwotnie zakładał odebranie prawom logiki znaczenia aksjomatycznego, zamiast tego traktując je jako empiryczne hipotezy testowane doświadczalnie, a wszelka wiedza, jaką dałoby się w tym języku wyrazić, miałaby charakter empiryczny.
Tarski zauważył, że taka koncepcja języka pozbawionego dyrektyw innych niż empiryczne prowadzi do problemów z jednoznacznością wyrażeń w ramach dyrektywalnej koncepcji znaczenia. Przed śmiercią Ajdukiewicz zdążył jedynie naszkicować projekt nowej koncepcji, w którym odpowiadał na problemy ujawnione przez Tarskiego.
Podstawę dla jego późniejszej skrajnie empirystycznej koncepcji wiedzy stanowiła jego nawiązująca do Milla semantyczna koncepcja znaczenia.

### Logika
Ajdukiewicz jest także jednym z najważniejszych logików polskich. Jest autorem pierwszych w Polsce (1920) nowoczesnych sformułowań definicji dowodu, wynikania i twierdzenia, przygotowujących grunt dla twierdzenia o dedukcji Alfreda Tarskiego z 1921. Wszechstronnie opracował zagadnienia definicji, w tym zwłaszcza definicji nominalnej jako środka przekładu, i klasyfikacji rozumowań wraz z koncepcją racjonalności rozumowań. Nowatorski charakter ma jego logika pytań. Ajdukiewicz opracował także nowy, przejrzysty system analizy kategorii semantycznych oraz kryterium poprawności syntaktycznej wyrażeń złożonych. W zakresie logiki formalnej opracował reguły odrzucania niepoprawnych trybów tradycyjnej logiki arystotelesowskiej.

## Światopogląd
W kwestii przekonań religijnych Ajdukiewicz najprawdopodobniej skłaniał się do agnostycyzmu.

## Wpływ

### Nauczanie logiki i filozofii w szkołach i uczelniach wyższych
Poza pracą badawczą, Ajdukiewicz zajmował się upowszechnianiem wiedzy o logice i filozofii i promowaniem kultury logicznej. Uważał logikę za kluczowy element edukacji, a jej upowszechnianie za istotny element kształcenia młodzieży. Napisał siedem podręczników do nauki logiki, filozofii i historii filozofii skierowanych do szkół gimnazjalnych, średnich i wyższych, m.in:
- Propedeutyka filozofii dla liceów ogólnokształcących
- Zarys logiki
- Zagadnienia i kierunki filozofii. Teoria poznania. Metafizyka
- Logika pragmatyczna

Postulował znaczącą reformę nauczania logiki i wpajania kultury logicznej uczniom i studentom. W jego wizji zamiast oddzielnego przedmiotu, powinna ona być nauczana w ramach „ścieżki międzyprzedmiotowej”. Na każdym przedmiocie uczeń przyjmowałby elementy logiki, które są użyteczne dla danej dziedziny szczegółowej. Kluczowy w tej koncepcji byłby wkład nauczyciela, który wymagałby od ucznia precyzyjnego formułowania i składania myśli, a pomyłki rozkładane byłyby przed klasą jako przyczynek do rozmowy o poszczególnych zasadach i konsekwencjach ich łamania.
Naukę logiki promował na studiach magisterskich w formie zajęć usługowych i nie zgadzał się na wykreślanie tych zajęć z podstawy nauczania.

### Wychowankowie i kontynuatorzy
Pozostawił bardzo wielu uczniów, wśród których było wielu wybitnych, znanych na całym świecie uczonych, a do dziś jego wpływ na myśl polską jest bardzo wyraźny. Do bezpośrednich uczniów Ajdukiewicza należeli m.in.: 
- jego zmarły w czasie wojny asystent Zygmunt Schmierer;
- filozof chrześcijański i historyk filozofii Stefan Swieżawski;
- metodolog nauk humanistycznych, inspirator poznańskiej szkoły metodologicznej i kontynuator zainteresowania Ajdukiewicza konwencjonalizmem Jerzy Giedymin;
- jeden z najważniejszych polskich logików Roman Suszko;
- znawca filozofii analitycznej i problematyki aksjologicznej w odniesieniu do przemian w świecie współczesnym Henryk Skolimowski;
- badacz logicznych podstaw języka i poznania Adam Nowaczyk.

Wpływ Ajdukiewicza obejmował jednak nie tylko jego bezpośrednich uczniów, ale bardzo wielu filozofów i logików, którzy podejmowali zagadnienia poruszane przez niego w pracach naukowych, na wykładach i organizowanych przez niego seminariach i konferencjach. 
Wśród uczonych przedwojennych inspiracja myślą Ajdukiewicza szczególnie wyraźna jest u:
- Henryka Mehlberga, filozofa nauki i matematyki;
- Marii Kokoszyńskiej-Lutmanowej, logika i filozofa nauki;
- Izydory Dąmbskiej, wszechstronnego filozofa interesującego się szczególnie semiotyką;
- Seweryny Łuszczewskiej-Rohmanowej, interesującej się językiem nauki i teorią wiedzy;
- Janiny Hosiasson-Lindenbaumowej, rozwijającej Ajdukiewiczowskie idee co do probabilistycznego uprawomocnienia rozumowań zawodnych.

Po wojnie do filozofów i logików, na których Ajdukiewicz wywarł największy wpływ należeli:
- Klemens Szaniawski, łączący problematykę probabilistycznego uzasadnienia rozumowań zawodnych z badaniami nad teorią decyzji i racjonalności;
- Halina Mortimer, uczennica Szaniawskiego i Ajdukiewicza, także zajmująca się logiką indukcji;
- Jerzy Pelc, który podjął szeroko zakrojone badania semiotyczne;
- Witold Marciszewski, badający relacje zagadnień pragmatycznych i ogólnologicznych;
- Marian Przełęcki, zajmujący się logiczną rekonstrukcją teorii empirycznych w aspekcie semantycznym;
- Ryszard Wójcicki, podejmujący to samo zagadnienie w aspekcie pragmatycznym.

### Instytucje
Ajdukiewicz wywarł znaczny wpływ na polską filozofię, logikę oraz całą naukę i kulturę nie tylko jako znaczący uczony, ale też jako animator życia naukowego, dydaktyk i wychowawca, metodolog nauki, twórca programów badań. Dzięki jego staraniom w okresie stalinowskim w kierowanych przez niego placówkach badacze mogli liczyć na względną swobodę działania.
Współganizował Zakład Logiki Instytutu Filozofii i Socjologii PAN.
Założył w 1953 czasopismo „Studia Logica”, którego był redaktorem naczelnym. 
Był członkiem komitetu redakcyjnego kwartalnika „Logique et Analyse”. 
Był również członkiem Międzynarodowego Instytutu Filozofii i wiceprzewodniczącym Sekcji Logiki, Metodologii i Filozofii Nauki Międzynarodowej Unii Historii i Filozofii Nauk. Doktor honoris causa Uniwersytetu w Clermont-Ferrand od roku 1962.

## Wybrane prace
- 1912 O stosunku aprioryzmu przestrzeni u Kanta do kwestii genezy wyobrażenia przestrzeni (rozprawa doktorska[1])
- 1921 Z metodologii nauk dedukcyjnych (rozprawa habilitacyjna[1])
- 1923 Główne kierunki filozofii w wyjątkach z dzieł ich klasycznych przedstawicieli (wydanie drugie rozszerzone pod red. Jacka Jadackiego: 2011)
- 1928 Główne zasady metodologii nauk i logiki formalnej
- 1931 O znaczeniu wyrażeń
- 1934 Logiczne podstawy nauczania, Obraz świata i aparatura pojęciowa
- 1938 Propedeutyka filozofii
- 1948 Epistemologia i semantyka
- 1949 Zagadnienia i kierunki filozofii. Teoria poznania. Metafizyka
- 1952 Zarys logiki
- 1958 przekład Medytacji o pierwszej filozofii Kartezjusza (z żoną Marią)
- 1964 Zagadnienia empiryzmu a koncepcja znaczenia
- 1965 Logika pragmatyczna
- Język i poznanie. Wybór pism
  - 1960 Tom I
  - 1965 Tom I

## Ordery i odznaczenia
- Krzyż Komandorski Orderu Odrodzenia Polski (28 września 1954)[32]
- Krzyż Oficerski Orderu Odrodzenia Polski (22 lipca 1951)[33],
- Medal Dziesięciolecia Odzyskanej Niepodległości (1928)
- Srebrny Medal Waleczności 1 klasy[9] (Austria, 1915)
- Brązowy Medal Waleczności[9]
- Krzyż Wojskowy Karola[9]